# Spieken

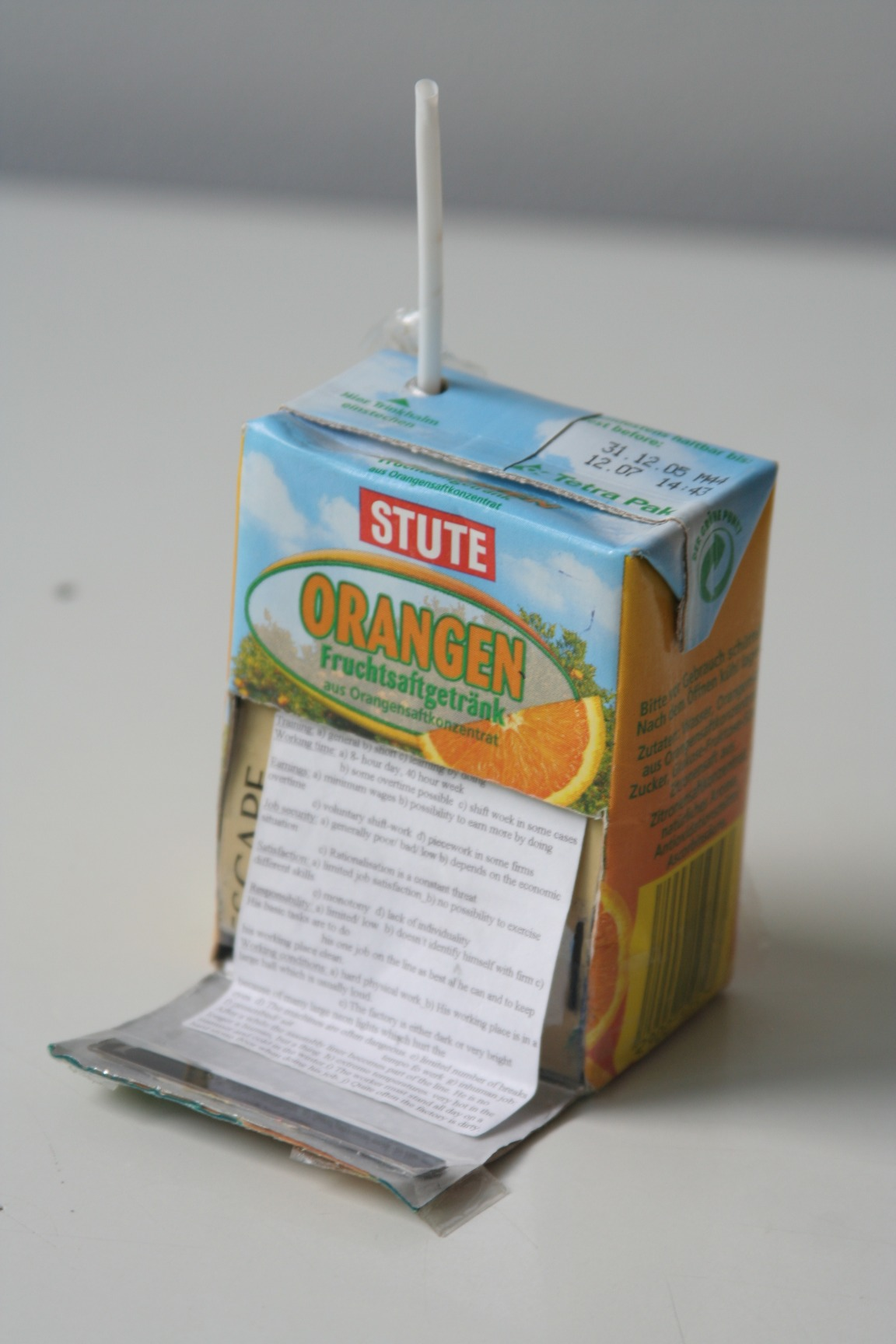
een spiekbriefje verstopt in een pakje drinken

Spieken is het ongeoorloofd gebruiken van informatiebronnen om een beter resultaat bij een schriftelijke overhoring, een proefwerk of een examen te behalen.
Welke bronnen al dan niet geoorloofd zijn verschilt per examensituatie; of getest wordt op geleerde kennis dan wel op inzicht en vaardigheid.

## Afkijken
Het overschrijven van de buurman is in de traditionele klassituatie doorgaans eenvoudig mogelijk.
Een eenvoudige manier om afkijken te voorkomen is verschillende vragen te stellen aan degenen die links en rechts zitten.
Bij serieuzere examens worden de kandidaten steeds apart opgesteld, zodat afkijken veel lastiger is. Dit gebeurt ook op scholen bij proefwerken, schoolexamens en de Centrale Eindexamenss.
Sommige leerlingen die de antwoorden wel weten vinden het spieken niet erg en zullen zelfs meewerken door hun blaadje zichtbaar neer te leggen of de antwoorden zachtjes te fluisteren. Andere vinden het wel erg, en zullen proberen met hun arm de tekst af te schermen zodat de buurman deze niet kan lezen.

## Hulpmiddelen bij spieken
Een traditionele vorm van spieken is via een spiekbriefje. Dit briefje heeft inmiddels moderne versies gekregen:
- Alle aantekeningen op je hand noteren (dit wordt vaak onderschept).
- De aantekeningen op de dijen schrijven en een (korte) rok of afritsbroek aantrekken. Leraren zullen immers uit angst voor aantijgingen van seksuele intimidatie niet snel tussen iemands benen gaan kijken.
- Spieken tijdens toiletbezoek. Bij een overhoring van maximaal een uur wordt toiletbezoek meestal niet toegestaan, maar bij langdurende examens wel. De regel is dat een surveillant meegaat, maar op het toilet wordt de kandidaat alleen gelaten, zodat hij een spiekbrief uit zijn zak kan halen of gebruik kan maken van een spiekbrief die hij daar eerder verborgen heeft. Om die reden wordt bij examens vaak aangeraden om voorafgaand aan het examen naar het toilet te gaan. Op deze manier hoeft de kandidaat tijdens het examen niet naar het toilet te gaan en kan op deze manier spieken worden voorkomen.
- De informatie noteren in een naslagwerk dat op het examen gebruikt mag worden, zoals wetteksten of BINAS. Om deze reden worden dit soort naslagwerken vaak op examens steekproefgewijs gecontroleerd. Ook is het daarom niet toegestaan een eigen exemplaar van deze naslagwerken mee te nemen naar het examen. Deze worden voordat de kandidaten binnenkomen op de tafels gelegd door de school waarbij expliciet wordt vermeld dat er niet in geschreven mag worden tijdens het examen.
- De informatie vooraf schrijven op het papier dat tijdens de overhoring wordt gebruikt. In sommige scholen gebruiken de leerlingen een blocnote voor proefwerken, zodat dit bedrog eenvoudig is. Andere scholen stellen dat er alleen papier op tafel mag liggen dat bij aanvang van het proefwerk of examen verstrekt is en dat met de datum gewaarmerkt is. Dit papier kan in plaats daarvan ook voorzien zijn van de naam en het logo van de school. In dat geval dienen de leerlingen zelf de datum op het papier te noteren.
- Er zijn speciale pennen waar een spiekbriefje in geschoven kan worden. Tijdens de toets hoeft de leerling alleen maar in de pen te kijken. Om die reden zijn zulke pennen niet toegestaan bij examens.
- Op het internet zijn diverse websites te vinden met spiektips.

### Moderne hulpmiddelen
- De tekst invoegen op een rekenmachine die tijdens het werk mag worden gebruikt. Vaak gebeurt dit met een grafische rekenmachine. Om dit te voorkomen zijn deze rekenmachines bij proefwerken of examens niet toegestaan.
- Spieken per SMS. Iemand anders stuurt het antwoord op via een mobiele telefoon. In Nederland werd deze techniek in 2005 tijdens de theorie-examens voor het rijbewijs gebruikt.

## Nut
Vaak bemerken leerlingen die een spiekbriefje maken dat ze het uiteindelijk niet nodig hebben, omdat het maken van het briefje hen dwingt de informatie te comprimeren. In feite is de leerling de leerstof aan het inoefenen. Vergeleken met het daadwerkelijk voorbereiden van de stof is de toegevoegde waarde van spieken daarom ook gering. Wie de antwoorden echt niet weet zal ook aan een spiekbriefje weinig hebben. Hoe meer informatie in het briefje staat, hoe meer voorbereidingstijd ermee is gemoeid die ook gebruikt had kunnen worden voor studie, en hoe meer tijd men op het examen kwijt is door het spieken zelf. De pakkans is bovendien vrij hoog omdat schichtig gedrag opvalt.

## Gevolgen
De gevolgen verschillen van school tot school en van leerkracht tot leerkracht. De ene leerkracht zal spieken streng afstraffen, de andere laat het oogluikend toe. De kans dat een leerling een veel beter cijfer krijgt door te spieken is immers heel gering.
Het gebruik van spiekbriefjes, sms, mobiele telefoons en andere multimedia-apparaten wordt daarentegen in de regel wel streng bestraft. Op de meeste scholen krijgt de leerling dan een 0 (in België) of 1 (in Nederland) voor de toets, met eventueel een sanctie (bijvoorbeeld strafwerk) erbovenop. De reden is onder andere dat dit "valsspelen" bij niet bestraffen de eerlijke studenten benadeelt.

### Strafrechtelijke vervolging

#### Nederland
Spieken op proefwerken en examens wordt aangemerkt als een vorm van bedrog en fraude en is daarmee strafbaar als misdrijf. Leerlingen worden echter doorgaans niet strafrechtelijk vervolgd wegens spieken. In 2013 werd er echter wel strafrechtelijk opgetreden tegen een grootschalige examenfraude op het Islamitische Scholengemeenschap Ibn Ghaldoun te Rotterdam. Verder volgt altijd strafrechtelijke vervolging wanneer een kandidaat op afkijken wordt betrapt tijdens een theorie-examen van het CBR. Hier staan beduidend hogere straffen op, aangezien een dergelijk vergrijp niet alleen bedrog en fraude is, maar ook inbreuk doet op de verkeersveiligheid.Daarom wordt bij deze examens iedere kandidaat voor dat hij/zij de examenruimte binnengaat gecontroleerd op communicatie-apparatuur en dienen alle spullen behalve het ID-bewijs te worden opgeborgen in een locker.

#### China
In China is spieken strafbaar als misdrijf. Er staan gevangenisstraffen van maximaal zeven jaar op dergelijke vergrijpen.